# Epi-izozizaen 5-monooksigenaza
Epi-izozizaen 5-monooksigenaza (EC 1.14.13.106, CYP170A1) je enzim sa sistematskim imenom (+)-epi-isozizaen,NADPH:kiseonik oksidoreduktaza (5-hidroksilacija). Ovaj enzim katalizuje sledeću hemijsku reakciju
(+)-epi-izozizaen + 2 NADPH + 2 H+ + 2 O2 {\displaystyle \rightleftharpoons } albaflavenon + 2 NADP+ + 3H2O (sveukupna reakcija)
(1a) (+)-epi-isozizaen + + + O2 {\displaystyle \rightleftharpoons } (5S)-albaflavenol + + +2O
(1b) (5)-albaflavenol + + + O2 {\displaystyle \rightleftharpoons } albaflavenon + + + 22O
(2a) (+)-epi-isozizaen + + + O2 {\displaystyle \rightleftharpoons } (5R)-albaflavenol + + +2O
(2b) (5)-albaflavenol + + + O2 {\displaystyle \rightleftharpoons } albaflavenon + + + 22O
Ovaj enzim je citohrom-P450 enzim, iz zemljišnih bakterija Streptomyces coelicolor A3. On katalizuje dve sekvencijalne alilne oksidacione reakcije.

## Literatura
- Nicholas C. Price; Lewis Stevens (1999). Fundamentals of Enzymology: The Cell and Molecular Biology of Catalytic Proteins (Third изд.). USA: Oxford University Press. ISBN 019850229X.
- Eric J. Toone (2006). Advances in Enzymology and Related Areas of Molecular Biology, Protein Evolution (Volume 75 изд.). Wiley-Interscience. ISBN 0471205036.
- Branden C; Tooze J. Introduction to Protein Structure. New York, NY: Garland Publishing. ISBN 0-8153-2305-0.
- Irwin H. Segel. Enzyme Kinetics: Behavior and Analysis of Rapid Equilibrium and Steady-State Enzyme Systems (Book 44 изд.). Wiley Classics Library. ISBN 0471303097.

## Spoljašnje veze
- Epi-isozizaene+5-monooxygenase на 